# Bob Skeat
Bob Skeat je anglický baskytarista, nejvíce známý z působení v rockové skupině Wishbone Ash.

## Hudební kariéra
Základy hudebního vývoje mu dal jeho otec, Bill Skeat, studiový hudebník, který aktivně podporoval jeho hudební vývoj. V polovině 90. let hrál s Markem Birchem na albu "So!", a brzy na to už nahrával basové party pro album skupiny Wishbone Ash Trance Visionary, kdy mu Andy Powell nabídl plný úvazek. Brzy poté se k nim přidal i kytarista Birch.